# 大塚信
大塚 信（おおつか まこと、1949年 - ）は、日本の牧師。ホロコースト記念館初代館長。

## 概要
1949年京都市右京区生まれ。1971年、初の海外旅行をしていたとき、アンネ・フランクの父親オットー・フランクと出会い影響を受け、「何かしたい」と思うようになる。京都府のロゴス神学院を卒業後、1976年から1年間、イスラエルのエルサレムに語学留学。帰国後、聖イエス会の牧師として京都府京田辺市の教会につとめる。1990年から福山市御幸町の聖イエス会御幸教会の牧師をつとめる。御幸教会でアンネ・フランク展を開催したところ手応えを感じ記念館開館を決意、1995年にホロコースト記念館を開館する。
2009年から京都市の嵯峨野教会の主任牧師となる。2017年4月、御幸教会に戻る。2021年にホロコースト記念館館長を退任、副館長をつとめていた吉田明生が館長を引き継いだ。

## 監修書など
- 『なぜ、おきたのか? : ホロコーストのはなし』クライヴ・A.ロートン著、大塚信/石岡史子訳、監修：大塚信、岩崎書店、2000年7月
- 『ホロコースト記念館ガイドブック』大塚信編集責任、ロゴス社、2008年7月
- 『ちびまる子ちゃんのアンネ・フランク』キャラクター原作：さくらももこ、漫画：宮原かごめ、監修：大塚信、集英社、2011年8月
- 『アンネ・フランク』監修：大塚信、漫画：よしまさこ、シナリオ：和田奈津子、集英社、2015年7月
- 『アンネ・フランク』監修：大塚信、漫画：梶原にき、Kadokawa、2018年1月